# Micropisthodon ochraceus
Micropisthodon ochraceus is een slang uit de familie Lamprophiidae.

## Naam en indeling
De wetenschappelijke naam van Micropisthodon ochraceus werd voor het eerst voorgesteld door François Mocquard in 1894. Het is de enige soort uit het monotypische geslacht Micropisthodon.

## Uiterlijke kenmerken
De lichaamskleur is bruin met donkere en lichtere delen die strepen of chevron-achtige structuren kunnen vormen. De kop is duidelijk te onderscheiden van het lichaam door de aanwezigheid van een insnoering. De ogen hebben een ronde pupil.

## Levenswijze
De slang is overdag actief en leeft waarschijnlijk in bomen aangezien een exemplaar is aangetroffen op een hoogte van dertig meter in een boom.

## Verspreiding en habitat
De soort komt voor in delen van Afrika en leeft endemisch op Madagaskar, inclusief het eilandje Nosy Be. De habitat bestaat uit vochtige tropische en subtropische laaglandbossen. De soort is aangetroffen op een hoogte van ongeveer 10 tot 950 meter boven zeeniveau.

## Beschermingsstatus
Door de internationale natuurbeschermingsorganisatie IUCN is de beschermingsstatus 'veilig' toegewezen (Least Concern of LC).